# Красна Заря (Мантуровський район)
Красна Заря (рос. Красная Заря) — хутір в Мантуровському районі Курської області Російської Федерації.
Населення становить 3 особи. Входить до складу муніципального утворення Останинська сільрада.

## Історія
Населений пункт розташований на території українського етнічного та культурного краю Східна Слобожанщина.
Від 2004 року входить до складу муніципального утворення Останинська сільрада.

## Населення
| 2002 | 2010 |
| ---- | ---- |
| 7    | ↘3   |